# 復活節島角箱魨
復活節島角箱魨為輻鰭魚綱魨形目鱗魨亞目箱魨科的其中一種，為亞熱帶海水魚，分布於東南太平洋復活節島海域，體長可達55公分，棲息於礁石區，生活習性不明。